# حکومت اسلامی لارستان
حکومت اسلامی لارستان که رسماً ملت اسلام و سپس ملت لار نامیده می‌شد، حکومتی بود که در سال ۱۲۸۸ خورشیدی در گرمسیرات فارس در جنوب ایران در پی آشفتگی پس از جنبش مشروطه به رهبری مجتهدی به نام سید عبدالحسین نجفی لاری تشکیل شد. این حکومت بر بخش‌هایی از فارس، هرمزگان، بوشهر و کرمان نفوذ داشت و سرانجام در سال ۱۹۱۴ میلادی (۱۲۹۳ خورشیدی) با حملهٔ نیروهای دولت مشروطه به لار فروپاشید.
حکومت اسلامی لارستان دارای تشکیلات اداری، قضایی و نظامی بود و مدارکی از ضرب سکه و چاپ تمبر توسط آن یافت می‌شود. این حکومت به عنوان نخستین حکومت اسلامی در ایران بر پایهٔ نظریهٔ ولایت فقیه شناخته می‌شود.

## پیش‌زمینه
سید عبدالحسین نجفی لاری در ۳ صفر ۱۲۶۴ قمری در نجف زاده شد. وی تحصیلات خود را نزد علمایی همچون میرزای شیرازی، شیخ محمدحسین کاظمی و ملا لطف‌الله مازندرانی گذراند و در سن بیست و دو سالگی به درجهٔ اجتهاد نایل شد. وی تا چهل و پنج سالگی در شهر نجف اقامت داشت و به عنوان یکی از اساتید حوزهٔ علمیهٔ نجف مطرح بود. او در پی درخواست بزرگان لارستان از میرزای شیرازی برای فرستادن مجتهد به این منطقه، در سال ۱۳۰۹ قمری به لارستان رفت.
سید عبدالحسین لاری با فعالیت‌های خود حمایت بخش گسترده‌ای از اقشار اجتماعی جنوب ایران را به دست آورد و در دورهٔ استبداد صغیر به عنوان یکی از چهره‌های مهم مذهبی–سیاسی جنوب ایران مطرح شد. او در دوران حضور خود در لارستان به اخراج یهودیان و مبلغان مسیحی جنوب ایران مبادرت کرد.

## حکومت

سید عبدالحسین نجفی در حال نماز

حکومت لارستان با فرمان سید عبدالحسین لاری مبنی بر وجوب تبدیل حکومت قاجار به حکومت اسلامی در سال ۱۹۰۹ با ممانعت از پرداخت مالیات به دولت مرکزی بنیانگذاری شد. آموزش نیروی نظامی و احداث کارخانهٔ اسلحه‌سازی از جمله اقدامات اولیهٔ او در تأسیس حکومت اسلامی لارستان بود. تعیین امام جمعه و فرستادن مبلغان مذهبی به شهرها و روستاهای مجاور، چاپ تمبر و ضرب سکه نیز از دیگر اقدامات او بود. روی تمبرها «پُست ملت اسلام» و سپس «پست ملت لار» نوشته شد تا از تمبرهای دورهٔ قاجار تمیز داده شود. انتشار این دو نوع تمبر این نکته را یادآور می‌شود که سید قیام خود را نخست به نام «ملت اسلام» خوانده و سپس که قدرت بیشتری یافته، آن را به نام «ملت لار» چاپ زده‌است که نوعی خودمختاری به ذهن متبادر می‌سازد.
سید لاری همچنین اقدام به تدوین قانون اساسی و قانون بلدی نمود که در شیراز چاپ و در لار توزیع شد. او پرچمی مثلثی شکل را با آیه‌ای از قرآن و دو شمشیر پیوسته به صورت نیم‌دایره با عباراتی عربی روی آن برای حکومت تعبیه نمود. وی تجارت و بازرگانی با استعمارگران روس و انگلیس را به زیان امت اسلامی دانست؛ از این رو استعمال چای، قند، ادویه، خوراک و پوشاک‌هایی را که از کشورهای خارجی وارد ایران و سایر کشورهای اسلامی می‌شد تحریم کرد.
در آستانهٔ سال ۱۹۱۴ میلادی (۱۲۹۳ خورشیدی) نیروهای دولت مشروطه به رهبری قوام‌الملک شهر لار را تسخیر کردند و سید و یارانش از این شهر خارج شدند. وی تا پایان عمر به حالت تبعید در فیروزآباد و سپس جهرم به سر برد و سرانجام در سال ۱۳۰۳ در جهرم درگذشت و در همان‌جا به خاک سپرده شد.